# Ver Sacrum (periodico)
Ver Sacrum è stata una rivista d'arte austriaca, fondata nel gennaio 1898 da Gustav Klimt e Max Kurzweil, come organo ufficiale della Secessione viennese. Il titolo è tratto dall'omonima locuzione latina, a sua volta utilizzata per un suo poema dal poeta romantico Ludwig Uhland, d'ispirazione al gruppo. La rivista ha ridefinito i canoni della grafica editoriale.

## Storia
La rivista uscì dal gennaio 1898 al dicembre 1903 (per centoventi fascicoli ordinari oltre ad alcuni numeri speciali) e fu un originale e fondamentale prodotto della genialità secessionista viennese. Originale perché riuscì ad elaborare nuove forme di progettazione, illustrazione composizione tipografica e editoriale. Fondamentale perché gli esiti, cioè la ricaduta di quell'insegnamento, furono uno dei «fondamenti» della Modernità dell'arte occidentale.
La durata della rivista, breve ma intensa, corrisponde grossomodo agli anni d'oro della Secessione. In una sorta di sintetico bilancio finale, apparso nell'ultimo numero del 1903, la redazione attestava che nel corso di sei anni furono prodotti espressamente per la rivista 471 disegni originali, 55 litografie e calcografie originali e 216 xilografie originali, ad opera dei più celebrati artisti del movimento: da Gustav Klimt, passando per Kolo Moser, Egon Schiele, Joseph Maria Olbrich, Max Kurzweil, Otto Wagner, sino a Josef Maria Auchentaler.
La pubblicazione, voluta dallo stesso Klimt, era però parte di quel grande progetto della Secession, includendovi anche la costruzione del «tempio della Secessione», progettato dall'architetto Joseph Olbrich sul terreno concesso dal comune di Vienna, le 23 esposizioni di arte, grafica ed arte applicata, delle quali ci rimangono gli splendidi manifesti e soprattutto la fondazione, nel 1903, del laboratorio di arti applicate (le famose Wiener Werkstätte) con le quali si cercò di evitare l'eccesso di decorativismo al di fuori di una logica funzionale del prodotto.
Fu grazie alla rivista, e quindi alla sua ricaduta nel laboratorio, se si sviluppò quello specifico linguaggio per il quale la Secessione viennese è oggi universalmente conosciuta. Linguaggio percepibile sin dai primi numeri che furono veri e propri manifesti programmatici. La rivista, infatti, si reggeva sul concetto che l'insieme doveva essere superiore alla somma delle sue componenti, secondo un concetto formale espresso da Christian von Ehrenfels. Questo era l'obiettivo perseguito dalla redazione ed in particolare dal suo presidente, Alfred Roller, tenace sostenitore del Gesamtkunstwerk, cioè l'opera d'arte totale.
Proprio per questo ogni numero doveva essere un'opera d'arte in sé, una perfetta rappresentazione degli ideali secessionisti. Innanzitutto il formato, quadrato: un'immagine geometrizzante che sarebbe divenuta la caratteristica tipica della grafica di Josef Hoffmann così come il formato prediletto dei dipinti di Klimt. Ma Ver Sacrum si distingueva anche nel linguaggio. Per fare in modo che l'arte divenisse Allgemeingut, cioè patrimonio di tutti, senza distinzione tra arte per i ricchi e arte per i poveri, i testi furono sempre comprensibili e mai pretenziosi. L'apertura internazionale della rivista, poi, fece in modo che fossero ospitati contributi di naturalisti, simbolisti, impressionisti, tutti quei poeti e letterati che credendo alla Wortkunst (all'arte della parola) la vedevano realizzata in Ver Sacrum.
Oltre al catalogo della mostra, Marina Bressan e Marino De Grassi hanno curato anche un corposo volume in folio con prefazione di Rossana Bossaglia e un saggio di Christian Benrdikt, La Rivista d'Arte nella Secessione viennese 1898-1903 (Edizioni della Laguna di Mariano del Friuli). Questo lavoro di 376 pagine, contiene, oltre a molte illustrazioni pubblicate a suo tempo, anche il regesto completo della rivista, con i contenuti numero-per-numero, e soprattutto la traduzione (per la prima volta in Italia) di molti testi sino ad ora inediti.